# Ozzy Osbourne/Diskografie
Diese Diskografie ist eine Übersicht über die musikalischen Werke des britischen Rock- und Heavy Metalmusikers Ozzy Osbourne. Den Schallplattenauszeichnungen zufolge verkaufte er mehr als 46,4 Millionen Tonträger, davon alleine in seiner Heimat über 2,2 Millionen. Seine erfolgreichste Veröffentlichung ist das Album Blizzard of Ozz mit über 5,2 Millionen verkauften zertifizierten Einheiten.

## Alben

### Studioalben
| Jahr | Titel Musiklabel                          | Höchstplatzierung, Gesamtwochen, AuszeichnungChartplatzierungen (Jahr, Titel, Musiklabel, Platzierungen, Wochen, Auszeichnungen, Anmerkungen) | Höchstplatzierung, Gesamtwochen, AuszeichnungChartplatzierungen (Jahr, Titel, Musiklabel, Platzierungen, Wochen, Auszeichnungen, Anmerkungen) | Höchstplatzierung, Gesamtwochen, AuszeichnungChartplatzierungen (Jahr, Titel, Musiklabel, Platzierungen, Wochen, Auszeichnungen, Anmerkungen) | Höchstplatzierung, Gesamtwochen, AuszeichnungChartplatzierungen (Jahr, Titel, Musiklabel, Platzierungen, Wochen, Auszeichnungen, Anmerkungen) | Höchstplatzierung, Gesamtwochen, AuszeichnungChartplatzierungen (Jahr, Titel, Musiklabel, Platzierungen, Wochen, Auszeichnungen, Anmerkungen) | Anmerkungen                                       |
| Jahr | Titel Musiklabel                          | DE | AT | CH | UK | US | Anmerkungen                                       |
| ---- | ----------------------------------------- | --- | --- | --- | --- | --- | ------------------------------------------------- |
| 1980 | Blizzard of Ozz Jet Records (CBS)         | — | — | CH94 a (… Wo.)CH | UK7 Silber + Gold (Digital) · (8 Wo.)UK | US21 ×5Fünffachplatin · (108 Wo.)US | Erstveröffentlichung: 19. September 1980          |
| 1981 | Diary of a Madman Jet Records (CBS)       | — | — | — | UK14 Silber · (12 Wo.)UK | US16 ×3Dreifachplatin · (74 Wo.)US | Erstveröffentlichung: 7. November 1981            |
| 1983 | Bark at the Moon Epic Records (CBS)       | — | — | — | UK24 Silber · (7 Wo.)UK | US19 ×3Dreifachplatin · (29 Wo.)US | Erstveröffentlichung: 15. November 1983           |
| 1986 | The Ultimate Sin Epic Records (CBS)       | DE31 (9 Wo.)DE | — | — | UK8 Silber · (10 Wo.)UK | US6 ×2Doppelplatin · (39 Wo.)US | Erstveröffentlichung: 22. Februar 1986            |
| 1988 | No Rest for the Wicked Epic Records (CBS) | DE29 (4 Wo.)DE | — | CH26 (2 Wo.)CH | UK23 (4 Wo.)UK | US13 ×2Doppelplatin · (27 Wo.)US | Erstveröffentlichung: 22. Oktober 1988            |
| 1991 | No More Tears Epic Records (Sony)         | DE24 (13 Wo.)DE | AT53 (1 Wo.)AT | CH37 (2 Wo.)CH | UK17 Silber · (3 Wo.)UK | US7 ×4Vierfachplatin · (86 Wo.)US | Erstveröffentlichung: 17. September 1991          |
| 1995 | Ozzmosis Epic Records (Sony)              | DE30 (7 Wo.)DE | — | CH37 (7 Wo.)CH | UK22 (4 Wo.)UK | US4 ×2Doppelplatin · (44 Wo.)US | Erstveröffentlichung: 20. Oktober 1995            |
| 2001 | Down to Earth Epic Records (Sony)         | DE15 (26 Wo.)DE | AT25 (16 Wo.)AT | CH47 (12 Wo.)CH | UK19 Silber · (3 Wo.)UK | US4 Platin · (35 Wo.)US | Erstveröffentlichung: 15. Oktober 2001            |
| 2005 | Under Cover Epic Records (Sony BMG)       | — | — | CH95 (1 Wo.)CH | UK67 (3 Wo.)UK | US134 (1 Wo.)US | Erstveröffentlichung: 1. November 2005 Coveralbum |
| 2007 | Black Rain Epic Records (Sony BMG)        | DE9 (7 Wo.)DE | AT7 (5 Wo.)AT | CH23 (4 Wo.)CH | UK8 (5 Wo.)UK | US3 Gold · (20 Wo.)US | Erstveröffentlichung: 18. Mai 2007                |
| 2010 | Scream Epic Records (Sony)                | DE7 (8 Wo.)DE | AT9 (7 Wo.)AT | CH8 (5 Wo.)CH | UK12 (4 Wo.)UK | US4 (19 Wo.)US | Erstveröffentlichung: 21. Juni 2010               |
| 2020 | Ordinary Man Epic Records (Sony)          | DE2 (16 Wo.)DE | AT2 (6 Wo.)AT | CH2 (11 Wo.)CH | UK3 (3 Wo.)UK | US3 Gold · (13 Wo.)US | Erstveröffentlichung: 21. Februar 2020            |
| 2022 | Patient Number 9 Epic Records (Sony)      | DE2 (17 Wo.)DE | AT2 (8 Wo.)AT | CH3 (10 Wo.)CH | UK2 (3 Wo.)UK | US3 (4 Wo.)US | Erstveröffentlichung: 9. September 2022           |

grau schraffiert: keine Chartdaten aus diesem Jahr verfügbar

### Livealben
| Jahr | Titel Musiklabel                                                         | Höchstplatzierung, Gesamtwochen, AuszeichnungChartplatzierungen (Jahr, Titel, Musiklabel, Platzierungen, Wochen, Auszeichnungen, Anmerkungen) | Höchstplatzierung, Gesamtwochen, AuszeichnungChartplatzierungen (Jahr, Titel, Musiklabel, Platzierungen, Wochen, Auszeichnungen, Anmerkungen) | Höchstplatzierung, Gesamtwochen, AuszeichnungChartplatzierungen (Jahr, Titel, Musiklabel, Platzierungen, Wochen, Auszeichnungen, Anmerkungen) | Höchstplatzierung, Gesamtwochen, AuszeichnungChartplatzierungen (Jahr, Titel, Musiklabel, Platzierungen, Wochen, Auszeichnungen, Anmerkungen) | Höchstplatzierung, Gesamtwochen, AuszeichnungChartplatzierungen (Jahr, Titel, Musiklabel, Platzierungen, Wochen, Auszeichnungen, Anmerkungen) | Anmerkungen                             |
| Jahr | Titel Musiklabel                                                         | DE | AT | CH | UK | US | Anmerkungen                             |
| ---- | ------------------------------------------------------------------------ | --- | --- | --- | --- | --- | --------------------------------------- |
| 1982 | Speak of the Devil auch bekannt als: Talk of the Devil Jet Records (CBS) | — | — | — | UK21 Silber · (6 Wo.)UK | US14 Platin · (20 Wo.)US | Erstveröffentlichung: 27. November 1982 |
| 1987 | Tribute Epic Records (CBS)                                               | — | — | — | UK13 (6 Wo.)UK | US6 ×2Doppelplatin · (23 Wo.)US | Erstveröffentlichung: 19. März 1987     |
| 1993 | Live & Loud Epic Records (Sony)                                          | DE60 (9 Wo.)DE | — | — | — | US22 Platin · (14 Wo.)US | Erstveröffentlichung: 28. Juni 1993     |
| 2002 | Live at Budokan Epic Records (Sony)                                      | DE55 (9 Wo.)DE | AT38 (13 Wo.)AT | — | — | US70 (5 Wo.)US | Erstveröffentlichung: 24. Juni 2002     |
| 2012 | Ozzy Live Epic Records (Sony)                                            | — | — | — | — | — | Erstveröffentlichung: 21. April 2012    |

grau schraffiert: keine Chartdaten aus diesem Jahr verfügbar

### Kompilationen
| Jahr | Titel Musiklabel                                  | Höchstplatzierung, Gesamtwochen, AuszeichnungChartplatzierungen (Jahr, Titel, Musiklabel, Platzierungen, Wochen, Auszeichnungen, Anmerkungen) | Höchstplatzierung, Gesamtwochen, AuszeichnungChartplatzierungen (Jahr, Titel, Musiklabel, Platzierungen, Wochen, Auszeichnungen, Anmerkungen) | Höchstplatzierung, Gesamtwochen, AuszeichnungChartplatzierungen (Jahr, Titel, Musiklabel, Platzierungen, Wochen, Auszeichnungen, Anmerkungen) | Höchstplatzierung, Gesamtwochen, AuszeichnungChartplatzierungen (Jahr, Titel, Musiklabel, Platzierungen, Wochen, Auszeichnungen, Anmerkungen) | Höchstplatzierung, Gesamtwochen, AuszeichnungChartplatzierungen (Jahr, Titel, Musiklabel, Platzierungen, Wochen, Auszeichnungen, Anmerkungen) | Anmerkungen                             |
| Jahr | Titel Musiklabel                                  | DE | AT | CH | UK | US | Anmerkungen                             |
| ---- | ------------------------------------------------- | --- | --- | --- | --- | --- | --------------------------------------- |
| 1985 | The Other Side of Ozzy Osbourne CBS Records (CBS) | — | — | — | — | — | Erstveröffentlichung: 25. Februar 1985  |
| 1989 | Best of Ozz CBS Records (CBS)                     | — | — | — | — | — | Erstveröffentlichung: 1. März 1989      |
| 1990 | Ten Commandments Priority Records (CBS)           | — | — | — | — | US163 (2 Wo.)US | Erstveröffentlichung: 17. Juli 1990     |
| 1997 | The Ozzman Cometh Epic Records (Sony)             | — | — | — | UK68 (1 Wo.)UK | US13 ×2Doppelplatin · (42 Wo.)US | Erstveröffentlichung: 11. November 1997 |
| 2003 | The Essential Ozzy Osbourne Epic Records (Sony)   | DE19 (10 Wo.)DE | AT23 (10 Wo.)AT | CH51 (5 Wo.)CH | UK21 Gold · (3 Wo.)UK | US7 b ×2Doppelplatin · (… Wo.)US | Erstveröffentlichung: 11. Februar 2003  |
| 2014 | Memoirs of a Madman Epic Records (Sony)           | DE50 (2 Wo.)DE | — | CH71 (1 Wo.)CH | UK23 Silber · (3 Wo.)UK | US90 (1 Wo.)US | Erstveröffentlichung: 10. Oktober 2014  |

### EPs
| Jahr | Titel Musiklabel                                 | Höchstplatzierung, Gesamtwochen, AuszeichnungChartplatzierungen (Jahr, Titel, Musiklabel, Platzierungen, Wochen, Auszeichnungen, Anmerkungen) | Höchstplatzierung, Gesamtwochen, AuszeichnungChartplatzierungen (Jahr, Titel, Musiklabel, Platzierungen, Wochen, Auszeichnungen, Anmerkungen) | Höchstplatzierung, Gesamtwochen, AuszeichnungChartplatzierungen (Jahr, Titel, Musiklabel, Platzierungen, Wochen, Auszeichnungen, Anmerkungen) | Höchstplatzierung, Gesamtwochen, AuszeichnungChartplatzierungen (Jahr, Titel, Musiklabel, Platzierungen, Wochen, Auszeichnungen, Anmerkungen) | Höchstplatzierung, Gesamtwochen, AuszeichnungChartplatzierungen (Jahr, Titel, Musiklabel, Platzierungen, Wochen, Auszeichnungen, Anmerkungen) | Anmerkungen                         |
| Jahr | Titel Musiklabel                                 | DE | AT | CH | UK | US | Anmerkungen                         |
| ---- | ------------------------------------------------ | --- | --- | --- | --- | --- | ----------------------------------- |
| 1982 | Mr. Crowley Live EP Jet Records (CBS)            | — | — | — | — | US120 (18 Wo.)US | Erstveröffentlichung: 1982          |
| 1986 | Ultimate Live Ozzy CBS Records (CBS)             | — | — | — | — | — | Erstveröffentlichung: 21. Juni 1986 |
| 1988 | Back to Ozz Epic Records (CBS)                   | — | — | — | — | — | Erstveröffentlichung: 1988          |
| 1990 | Just Say Ozzy Epic Records (CBS)                 | — | — | — | UK69 (1 Wo.)UK | US58 Gold · (13 Wo.)US | Erstveröffentlichung: 17. März 1990 |
| 2010 | iTunes Festival: London 2010 Epic Records (Sony) | — | — | — | — | — | Erstveröffentlichung: 2010          |

grau schraffiert: keine Chartdaten aus diesem Jahr verfügbar

## Singles

### Als Leadmusiker
| Jahr | Titel Album                                       | Höchstplatzierung, Gesamtwochen, AuszeichnungChartplatzierungen (Jahr, Titel, Album, Platzierungen, Wochen, Auszeichnungen, Anmerkungen) | Höchstplatzierung, Gesamtwochen, AuszeichnungChartplatzierungen (Jahr, Titel, Album, Platzierungen, Wochen, Auszeichnungen, Anmerkungen) | Höchstplatzierung, Gesamtwochen, AuszeichnungChartplatzierungen (Jahr, Titel, Album, Platzierungen, Wochen, Auszeichnungen, Anmerkungen) | Höchstplatzierung, Gesamtwochen, AuszeichnungChartplatzierungen (Jahr, Titel, Album, Platzierungen, Wochen, Auszeichnungen, Anmerkungen) | Höchstplatzierung, Gesamtwochen, AuszeichnungChartplatzierungen (Jahr, Titel, Album, Platzierungen, Wochen, Auszeichnungen, Anmerkungen) | Anmerkungen                                               |
| Jahr | Titel Album                                       | DE | AT | CH | UK | US | Anmerkungen                                               |
| ---- | ------------------------------------------------- | --- | --- | --- | --- | --- | --------------------------------------------------------- |
| 1980 | Crazy Train Blizzard of Ozz                       | — | AT68 c (… Wo.)AT | — | UK25 d Platin · (… Wo.)UK | US39 c ×4×2Vierfachplatin + Doppelplatin (Mastertone) · (2 Wo.)US                                                                        | Erstveröffentlichung: September 1980                      |
| 1980 | Mr. Crowley (Live) –                              | — | — | — | — | — | Erstveröffentlichung: 7. November 1980                    |
| 1981 | Mr. Crowley Blizzard of Ozz                       | — | — | — | UK46 (3 Wo.)UK | US— GoldUS | Erstveröffentlichung: 13. Juli 1981                       |
| 1981 | Over the Mountain Diary of a Madman               | — | — | — | — | — | Erstveröffentlichung: 4. Dezember 1981                    |
| 1981 | Flying High Again Diary of a Madman               | — | — | — | — | — | Erstveröffentlichung: 1981                                |
| 1981 | Tonight Diary of a Madman                         | — | — | — | — | — | Erstveröffentlichung: 1981                                |
| 1982 | Symptom of the Universe (Live) Speak of the Devil | — | — | — | UK100 (1 Wo.)UK | — | Erstveröffentlichung: 10. Dezember 1982                   |
| 1983 | Paranoid (Live) Speak of the Devil                | — | — | — | — | — | Erstveröffentlichung: 31. Januar 1983                     |
| 1983 | Bark at the Moon                                  | — | — | — | UK21 (8 Wo.)UK | — | Erstveröffentlichung: 12. November 1983                   |
| 1984 | So Tired Bark at the Moon                         | — | — | — | UK20 (9 Wo.)UK | — | Erstveröffentlichung: 19. Mai 1984                        |
| 1986 | Shot in the Dark The Ultimate Sin                 | — | — | — | UK20 (6 Wo.)UK | US68 (9 Wo.)US | Erstveröffentlichung: 1986                                |
| 1986 | Lightning Strikes The Ultimate Sin                | — | — | — | — | — | Erstveröffentlichung: 1986                                |
| 1986 | The Ultimate Sin Bark at the Moon                 | — | — | — | UK72 (4 Wo.)UK | — | Erstveröffentlichung: 1986                                |
| 1987 | Crazy Train (Live) Tribute                        | — | — | — | UK99 (1 Wo.)UK | — | Erstveröffentlichung: 1987                                |
| 1988 | Miracle Man No Rest for the Wicked                | — | — | — | UK87 (2 Wo.)UK | — | Erstveröffentlichung: 1988                                |
| 1988 | Crazy Babies No Rest for the Wicked               | — | — | — | — | — | Erstveröffentlichung: 1988                                |
| 1991 | No More Tears                                     | — | AT66 c (… Wo.)AT | — | UK32 (… Wo.)UK | US71 (9 Wo.)US | Erstveröffentlichung: Juni 1991                           |
| 1992 | Mama, I’m Coming Home No More Tears               | DE27 (8 Wo.)DE | AT42 (7 Wo.)AT | CH62 (5 Wo.)CH | UK45 d (… Wo.)UK | US28 (19 Wo.)US | Erstveröffentlichung: 12. März 1992                       |
| 1993 | Changes (Live) Live & Loud                        | — | — | — | — | — | Erstveröffentlichung: 1993                                |
| 1995 | Perry Mason Ozzmosis                              | — | — | — | UK23 (2 Wo.)UK | — | Erstveröffentlichung: November 1995                       |
| 1996 | See You on the Other Side Ozzmosis                | — | — | — | — | — | Erstveröffentlichung: 29. Februar 1996                    |
| 1996 | I Just Want You Ozzmosis                          | — | — | — | UK43 (2 Wo.)UK | — | Erstveröffentlichung: Juni 1996                           |
| 1997 | Back on Earth The Ozzman Cometh                   | — | — | — | — | — | Erstveröffentlichung: 1997                                |
| 2001 | Gets Me Through Down to Earth                     | DE89 (1 Wo.)DE | — | — | UK18 (6 Wo.)UK | — | Erstveröffentlichung: Oktober 2001                        |
| 2002 | Dreamer Down to Earth                             | DE2 Gold · (23 Wo.)DE | AT2 Gold · (24 Wo.)AT | CH10 (21 Wo.)CH | UK18 (6 Wo.)UK | — | Erstveröffentlichung: Januar 2002                         |
| 2003 | Changes Under Cover                               | DE15 (9 Wo.)DE | AT31 (8 Wo.)AT | — | UK1 Gold · (16 Wo.)UK | — | Erstveröffentlichung: 8. Dezember 2003 mit Kelly Osbourne |
| 2006 | In My Life Under Cover                            | — | — | — | UK63 (2 Wo.)UK | — | Erstveröffentlichung: 2006                                |
| 2007 | I Don’t Wanna Stop Black Rain                     | — | — | — | — | US61 (7 Wo.)US | Erstveröffentlichung: 17. April 2007                      |
| 2010 | How? –                                            | — | — | — | — | — | Erstveröffentlichung: 5. Oktober 2010                     |
| 2012 | Believer (Live) Ozzy Live                         | — | — | — | — | — | Erstveröffentlichung: 21. April 2012                      |
| 2019 | Under the Graveyard Ordinary Man                  | — | — | — | — | — | Erstveröffentlichung: 8. November 2019                    |
| 2019 | Straight to Hell Ordinary Man                     | — | — | — | — | — | Erstveröffentlichung: 22. November 2019                   |
| 2020 | Ordinary Man                                      | — | — | — | — | — | Erstveröffentlichung: 10. Januar 2020 feat. Elton John    |
| 2021 | Hellraiser –                                      | DE— eDE | — | — | — | — | Erstveröffentlichung: 13. September 2021 mit Motörhead    |
| 2022 | Patient Number 9                                  | — | — | — | — | — | Erstveröffentlichung: 24. Juni 2022 mit Jeff Beck         |
| 2022 | Degradation Rules Patient Number 9                | — | — | — | — | — | Erstveröffentlichung: 22. Juli 2022 mit Tony Iommi        |
| 2022 | Nothing Feels Right Patient Number 9              | — | — | — | — | — | Erstveröffentlichung: 5. September 2022 mit Zakk Wylde    |

### Als Gastmusiker
| Jahr | Titel Album                                    | Höchstplatzierung, Gesamtwochen, AuszeichnungChartplatzierungen (Jahr, Titel, Album, Platzierungen, Wochen, Auszeichnungen, Anmerkungen) | Höchstplatzierung, Gesamtwochen, AuszeichnungChartplatzierungen (Jahr, Titel, Album, Platzierungen, Wochen, Auszeichnungen, Anmerkungen) | Höchstplatzierung, Gesamtwochen, AuszeichnungChartplatzierungen (Jahr, Titel, Album, Platzierungen, Wochen, Auszeichnungen, Anmerkungen) | Höchstplatzierung, Gesamtwochen, AuszeichnungChartplatzierungen (Jahr, Titel, Album, Platzierungen, Wochen, Auszeichnungen, Anmerkungen) | Höchstplatzierung, Gesamtwochen, AuszeichnungChartplatzierungen (Jahr, Titel, Album, Platzierungen, Wochen, Auszeichnungen, Anmerkungen) | Anmerkungen                                                                            |
| Jahr | Titel Album                                    | DE | AT | CH | UK | US | Anmerkungen                                                                            |
| ---- | ---------------------------------------------- | --- | --- | --- | --- | --- | -------------------------------------------------------------------------------------- |
| 1989 | Close My Eyes Forever (Remix) Lita             | — | — | — | UK47 (3 Wo.)UK | US8 (25 Wo.)US | Erstveröffentlichung: Februar 1989 Lita Ford feat. Ozzy Osbourne                       |
| 1989 | Led Clones After the War                       | — | — | — | — | — | Erstveröffentlichung: Februar 1989 Gary Moore feat. Ozzy Osbourne                      |
| 1990 | The Urpney Song –                              | — | — | — | — | — | Erstveröffentlichung: 1990 Frank Bruno & Billy Connolly feat. Ozzy Osbourne            |
| 1991 | Hey Stoopid                                    | — | — | — | UK21 (6 Wo.)UK | US78 (… Wo.)US | Erstveröffentlichung: Juni 1991 Alice Cooper feat. Ozzy Osbourne, Joe Satriani & Slash |
| 1992 | Shake Your Head Hello Dad... I’m in Jail       | DE77 (4 Wo.)DE | — | — | UK4 (9 Wo.)UK | — | Erstveröffentlichung: 29. Juni 1992 Was (Not Was) feat. Ozzy Osbourne & Kim Basinger   |
| 1999 | Shock the Monkey Chamber Music                 | — | — | — | UK83 (1 Wo.)UK | — | Erstveröffentlichung: 1999 Coal Chamber feat. Ozzy Osbourne                            |
| 1999 | Buried Alive Return to the Centre of the Earth | — | — | — | — | — | Erstveröffentlichung: 1999 Rick Wakeman feat. Ozzy Osbourne                            |

## Videoalben und Musikvideos

### Videoalben
| Jahr | Titel                   | Höchstplatzierung, Gesamtwochen, AuszeichnungChartplatzierungen (Jahr, Titel, Platzierungen, Wochen, Auszeichnungen, Anmerkungen) | Höchstplatzierung, Gesamtwochen, AuszeichnungChartplatzierungen (Jahr, Titel, Platzierungen, Wochen, Auszeichnungen, Anmerkungen) | Höchstplatzierung, Gesamtwochen, AuszeichnungChartplatzierungen (Jahr, Titel, Platzierungen, Wochen, Auszeichnungen, Anmerkungen) | Höchstplatzierung, Gesamtwochen, AuszeichnungChartplatzierungen (Jahr, Titel, Platzierungen, Wochen, Auszeichnungen, Anmerkungen) | Höchstplatzierung, Gesamtwochen, AuszeichnungChartplatzierungen (Jahr, Titel, Platzierungen, Wochen, Auszeichnungen, Anmerkungen) | Anmerkungen                             |
| Jahr | Titel                   | DE | AT | CH | UK | US | Anmerkungen                             |
| ---- | ----------------------- | --- | --- | --- | --- | --- | --------------------------------------- |
| 1984 | Bark at the Moon        | — | — | — | — | — | Erstveröffentlichung: 1984              |
| 1986 | The Ultimate Ozzy       | — | — | — | — | US3 Gold · (31 Wo.)US | Erstveröffentlichung: Juli 1986         |
| 1988 | Wicked Videos           | — | — | — | — | US10 Gold · (11 Wo.)US | Erstveröffentlichung: 6. Dezember 1988  |
| 1991 | Don’t Blame Me          | — | — | — | — | US5 Platin · (31 Wo.)US | Erstveröffentlichung: Oktober 1991      |
| 1993 | Live & Loud             | — | — | — | UK20 (2 Wo.)UK | US2 Platin · (42 Wo.)US | Erstveröffentlichung: 28. Juni 1993     |
| 2002 | Live at Budokan         | — | — | — | UK4 Gold · (15 Wo.)UK | US1 Gold · (23 Wo.)US | Erstveröffentlichung: 25. Juni 2002     |
| 2011 | God Bless Ozzy Osbourne | — | AT8 (1 Wo.)AT | — | UK13 (9 Wo.)UK | US3 (20 Wo.)US | Erstveröffentlichung: 15. November 2011 |
| 2012 | Speak of the Devil      | — | — | — | UK21 (3 Wo.)UK | US3 (39 Wo.)US | Erstveröffentlichung: 17. Juli 2012     |
| 2014 | Memoirs of a Madman     | — | AT3 (1 Wo.)AT | CH3 (3 Wo.)CH | UK2 (5 Wo.)UK | US1 (21 Wo.)US | Erstveröffentlichung: 14. Oktober 2014  |

### Musikvideos
| Jahr | Titel                                        | Regie          |
| ---- | -------------------------------------------- | -------------- |
| 1980 | Crazy Train                                  | unbekannt      |
| 1983 | Bark at the Moon                             | unbekannt      |
| 1984 | So Tired                                     | unbekannt      |
| 1986 | Shot in the Dark                             | unbekannt      |
| 1986 | Lightning Strikes                            | unbekannt      |
| 1986 | The Ultimate Sin                             | unbekannt      |
| 1988 | Miracle Man                                  | unbekannt      |
| 1988 | Crazy Babies                                 | unbekannt      |
| 1988 | Breaking the Rules                           | unbekannt      |
| 1989 | Close My Eyes Forever (mit Lita Ford)        | unbekannt      |
| 1991 | No More Tears                                | unbekannt      |
| 1992 | Mama I’m Coming Home                         | unbekannt      |
| 1992 | Time After Time                              | Jeb Brien      |
| 1992 | Mr. Tinkertrain                              | unbekannt      |
| 1992 | I Don’t Want to Change the World             | unbekannt      |
| 1992 | Road to Nowhere                              | unbekannt      |
| 1995 | I Just Want You                              | Dean Karr      |
| 1995 | Perry Mason                                  | Ralph Ziman    |
| 1995 | See You on the Other Side                    | Migel Dick     |
| 1999 | Shock the Monkey (mit Coal Chamber)          | unbekannt      |
| 2001 | Gets Me Through                              | Jonas Åkerlund |
| 2001 | Dreamer                                      | Rob Zombie     |
| 2003 | Changes (mit Kelly Osbourne)                 | unbekannt      |
| 2005 | Tears In Heaven-Tsunami Relief (Gastbeitrag) | unbekannt      |
| 2005 | In My Life                                   | unbekannt      |
| 2007 | I Don’t Wanna Stop                           | unbekannt      |
| 2010 | Let Me Hear Your Scream                      | Jonas Åkerlund |
| 2010 | Life Won’t Wait                              | Jack Osbourne  |

## Boxsets
| Jahr | Titel                     | Höchstplatzierung, Gesamtwochen, AuszeichnungChartplatzierungen (Jahr, Titel, Platzierungen, Wochen, Auszeichnungen, Anmerkungen) | Höchstplatzierung, Gesamtwochen, AuszeichnungChartplatzierungen (Jahr, Titel, Platzierungen, Wochen, Auszeichnungen, Anmerkungen) | Höchstplatzierung, Gesamtwochen, AuszeichnungChartplatzierungen (Jahr, Titel, Platzierungen, Wochen, Auszeichnungen, Anmerkungen) | Höchstplatzierung, Gesamtwochen, AuszeichnungChartplatzierungen (Jahr, Titel, Platzierungen, Wochen, Auszeichnungen, Anmerkungen) | Höchstplatzierung, Gesamtwochen, AuszeichnungChartplatzierungen (Jahr, Titel, Platzierungen, Wochen, Auszeichnungen, Anmerkungen) | Anmerkungen                             |
| Jahr | Titel                     | DE | AT | CH | UK | US | Anmerkungen                             |
| ---- | ------------------------- | --- | --- | --- | --- | --- | --------------------------------------- |
| 2005 | Prince of Darkness        | — | — | — | — | US36 Gold · (3 Wo.)US | Erstveröffentlichung: 22. März 2005     |
| 2019 | See You on the Other Side | DE7 (2 Wo.)DE | AT54 (1 Wo.)AT | CH31 (1 Wo.)CH | — | — | Erstveröffentlichung: 29. November 2019 |

## Promoveröffentlichungen
| Jahr | Titel Album                                                                | Höchstplatzierung, Gesamtwochen, AuszeichnungChartplatzierungen (Jahr, Titel, Album, Platzierungen, Wochen, Auszeichnungen, Anmerkungen) | Höchstplatzierung, Gesamtwochen, AuszeichnungChartplatzierungen (Jahr, Titel, Album, Platzierungen, Wochen, Auszeichnungen, Anmerkungen) | Höchstplatzierung, Gesamtwochen, AuszeichnungChartplatzierungen (Jahr, Titel, Album, Platzierungen, Wochen, Auszeichnungen, Anmerkungen) | Höchstplatzierung, Gesamtwochen, AuszeichnungChartplatzierungen (Jahr, Titel, Album, Platzierungen, Wochen, Auszeichnungen, Anmerkungen) | Höchstplatzierung, Gesamtwochen, AuszeichnungChartplatzierungen (Jahr, Titel, Album, Platzierungen, Wochen, Auszeichnungen, Anmerkungen) | Anmerkungen                                                                           |
| Jahr | Titel Album                                                                | DE | AT | CH | UK | US | Anmerkungen                                                                           |
| ---- | -------------------------------------------------------------------------- | --- | --- | --- | --- | --- | ------------------------------------------------------------------------------------- |
| 1991 | Therapy The Plague That Makes Your Booty Move… It’s The Infectious Grooves | — | — | — | — | — | Erstveröffentlichung: 1991 Infectious Grooves feat. Ozzy Osbourne                     |
| 1995 | Old L.A. Tonight Ozzmosis                                                  | — | — | — | — | — | Erstveröffentlichung: 1995                                                            |
| 2000 | N.I.B. –                                                                   | — | — | — | — | — | Erstveröffentlichung: 2000 Primus feat. Ozzy Osbourne                                 |
| 2003 | Stillborn The Blessed Hellride                                             | — | — | — | — | — | Erstveröffentlichung: 2003 Black Label Society feat. Ozzy Osbourne                    |
| 2007 | Not Going Away Black Rain                                                  | — | — | — | — | — | Erstveröffentlichung: 2007                                                            |
| 2010 | Let Me Hear You Scream Scream                                              | — | — | — | — | — | Erstveröffentlichung: 2010                                                            |
| 2010 | Life Won’t Wait Scream                                                     | — | — | — | — | — | Erstveröffentlichung: 13. Dezember 2010                                               |
| 2019 | Take What You Want Hollywood’s Bleeding / Ordinary Man                     | — | — | — | UK22 Platin · (8 Wo.)UK | US8 ×2Doppelplatin · (20 Wo.)US | Erstveröffentlichung: 15. Oktober 2019 Post Malone feat. Ozzy Osbourne & Travis Scott |
| 2010 | It’s a Raid Ordinary Man                                                   | — | — | — | — | — | Erstveröffentlichung: 20. Februar 2020 feat. Post Malone                              |

## Sonderveröffentlichungen
Soundtrackbeiträge
- 1986: Interceptor (Secret Loser)
- 1990: Der Traumstein (The Urpney Song)
- 1992: Buffy – Der Vampir-Killer (Party with the Animals)
- 1996: Beavis und Butt-Head machen’s in Amerika (Walk on Water)
- 1997: Private Parts (Pictures of Matchstick Men) (mit Type O Negative)
- 1997: Scream 2 (Shot in the Dark)
- 1998: Chef Aid: The South Park Album (Nowhere to Run) (mit DMX, Ol’ Dirty Bastard, Fuzzbubble und The Crystal Method)
- 2000: Little Nicky – Satan Junior (Mama I’m Coming Home und No More Tears)
- 2002: Spun (Flying High Again)
- 2002: Grand Theft Auto: Vice City (Bark at the Moon)
- 2003: School of Rock (Iron Man)
- 2004: Grand Theft Auto: San Andreas (Hellraiser)
- 2005: Guitar Hero (Iron Man)
- 2006: Sie waren Helden (Paranoid)
- 2006: It’s a Boy Girl Thing (Goodbye to Romance)
- 2007: Ghost Rider (Crazy Train)
- 2007: WWE Judgement Day 2007 (I Don’t Wanna Stop)
- 2007: Born to be Wild – Saumäßig unterwegs (Road to Nowhere)
- 2008: Guitar Hero: World Tour (Mr. Crowley und Crazy Train)
- 2010: Madden NFL 11 (Crazy Train und Let Me Hear You Scream)

## Statistik

### Chartauswertung
|                     | DE     | AT    | CH     | UK     | US     |
| ------------------- | ------ | ----- | ------ | ------ | ------ |
| Nummer-eins-Alben   | DE—DE  | AT—AT | CH—CH  | UK—UK  | US—US  |
| Top-10-Alben        | DE5DE  | AT4AT | CH3CH  | UK5UK  | US10US |
| Alben in den Charts | DE14DE | AT9AT | CH12CH | UK19UK | US24US |

|                       | DE    | AT    | CH    | UK     | US    |
| --------------------- | ----- | ----- | ----- | ------ | ----- |
| Nummer-eins-Singles   | DE—DE | AT—AT | CH—CH | UK1UK  | US—US |
| Top-10-Singles        | DE1DE | AT1AT | CH1CH | UK2UK  | US2US |
| Singles in den Charts | DE5DE | AT5AT | CH2CH | UK22UK | US8US |

|                          | DE    | AT    | CH    | UK    | US    |
| ------------------------ | ----- | ----- | ----- | ----- | ----- |
| Nummer-eins-Videoalben   | DE—DE | AT—AT | CH—CH | UK—UK | US2US |
| Top-10-Videoalben        | DE—DE | AT2AT | CH1CH | UK2UK | US8US |
| Videoalben in den Charts | DE—DE | AT2AT | CH1CH | UK5UK | US8US |

### Auszeichnungen für Musikverkäufe
| Goldene Schallplatte - Australien - 2021: für das Album Bark at the Moon - 2021: für das Album Blizzard of Ozz - 2021: für das Album No More Tears - 2021: für das Album No Rest for the Wicked - 2021: für das Album The Ultimate Sin - 2021: für das Album Tribute - Dänemark - 2003: für die Single Dreamer (Physisch) - 2019: für das Album Down to Earth - 2021: für die Single Take What You Want - 2024: für die Single Dreamer (Digital) - 2025: für die Single Crazy Train - Finnland - 2002: für das Album The Ozzman Cometh - 2003: für das Album The Essential Ozzy Osbourne - Griechenland - 2025: für die Single Crazy Train - Italien - 2021: für die Single Take What You Want - 2024: für die Single Crazy Train - Japan - 1994: für das Album No More Tears - 1995: für das Album Ozzmosis - Kanada - 1983: für das Album Speak of the Devil - 1989: für das Album Tribute - 1990: für das Videoalbum Wicked Videos - 2005: für das Album Prince of Darkness - 2010: für das Album Scream - 2020: für das Album Ordinary Man - 2021: für die Single Under The Graveyard - Neuseeland - 1986: für das Album The Ultimate Sin - 1986: für das Album Blizzard of Ozz - 1986: für das Album Diary of a Madman - 1998: für das Album The Ozzman Cometh - Polen - 2010: für das Album Scream - 2023: für die Single Take What You Want - 2024: für das Album Ordinary Man - Portugal - 2020: für die Single Take What You Want - Russland - 2010: für das Album Scream - Schweden - 2003: für das Album The Essential Ozzy Osbourne - Spanien - 2025: für die Single Crazy Train | Platin-Schallplatte - Australien - 2021: für das Album The Essential Ozzy Osbourne - Kanada - 1981: für das Album Blizzard of Ozz - 1983: für das Album Diary of a Madman - 1984: für das Album Bark at the Moon - 1986: für das Album The Ultimate Sin - 1988: für das Album No Rest for the Wicked - 1995: für das Album Ozzmosis - 1997: für das Album The Ozzman Cometh - 2002: für das Album Down to Earth - 2021: für die Single Mama, I’m Coming Home - 2021: für die Single No More Tears - Neuseeland - 1992: für das Album No More Tears - 1996: für das Album Ozzmosis - 2008: für das Album The Essential Ozzy Osbourne - 2021: für die Single Crazy Train - 2022: für die Single No More Tears - 2023: für die Single Mama, I’m Coming Home - Russland - 2007: für das Album Black Rain 2× Platin-Schallplatte - Australien - 2024: für die Single Take What You Want - Kanada - 1992: für das Album No More Tears 5× Platin-Schallplatte - Kanada - 2023: für die Single Take What You Want Diamantene Schallplatte - Brasilien - 2024: für die Single Take What You Want |

Anmerkung: Auszeichnungen in Ländern aus den Charttabellen bzw. Chartboxen sind in ebendiesen zu finden.
| Land/RegionAuszeichnungen für Musikverkäufe (Land/Region, Auszeichnungen, Verkäufe, Quellen) | Silber     | Gold       | Platin       | Diamant  | Verkäufe   | Quellen               |
| -------------------------------------------------------------------------------------------- | ---------- | ---------- | ------------ | -------- | ---------- | --------------------- |
| Australien (ARIA)                                                                            | —          | 6× Gold6   | 3× Platin3   | —        | 420.000    | aria.com.au           |
| Brasilien (PMB)                                                                              | —          | —          | —            | Diamant1 | 160.000    | pro-musicabr.org.br   |
| Dänemark (IFPI)                                                                              | —          | 5× Gold5   | —            | —        | 149.000    | ifpi.dk               |
| Deutschland (BVMI)                                                                           | —          | Gold1      | —            | —        | 250.000    | musikindustrie.de     |
| Finnland (IFPI)                                                                              | —          | 2× Gold2   | —            | —        | 48.726     | ifpi.fi               |
| Griechenland (IFPI)                                                                          | —          | Gold1      | —            | —        | 10.000     | Einzelnachweise       |
| Italien (FIMI)                                                                               | —          | 2× Gold2   | —            | —        | 85.000     | fimi.it               |
| Japan (RIAJ)                                                                                 | —          | 2× Gold2   | —            | —        | 200.000    | riaj.or.jp            |
| Kanada (MC)                                                                                  | —          | 7× Gold7   | 17× Platin17 | —        | 1.880.000  | musiccanada.com       |
| Neuseeland (RMNZ)                                                                            | —          | 4× Gold4   | 6× Platin6   | —        | 172.500    | radioscope.net.nz NZ2 |
| Österreich (IFPI)                                                                            | —          | Gold1      | —            | —        | 20.000     | ifpi.at               |
| Polen (ZPAV)                                                                                 | —          | 3× Gold3   | —            | —        | 45.000     | olis.pl               |
| Portugal (AFP)                                                                               | —          | Gold1      | —            | —        | 5.000      | Einzelnachweise       |
| Russland (NFPF)                                                                              | —          | Gold1      | Platin1      | —        | 30.000     | 2m-online.ru          |
| Schweden (IFPI)                                                                              | —          | Gold1      | —            | —        | 30.000     | sverigetopplistan.se  |
| Spanien (Promusicae)                                                                         | —          | Gold1      | —            | —        | 30.000     | elportaldemusica.es   |
| Vereinigte Staaten (RIAA)                                                                    | —          | 8× Gold8   | 40× Platin40 | —        | 40.600.000 | riaa.com              |
| Vereinigtes Königreich (BPI)                                                                 | 8× Silber8 | 4× Gold4   | 2× Platin2   | —        | 2.305.000  | bpi.co.uk             |
| Insgesamt                                                                                    | 8× Silber8 | 50× Gold50 | 69× Platin69 | Diamant1 |            |                       |